# Zorormr
Zørormr – polski, jednoosobowy zespół black metalowy powstały w 2009 roku w Opolu.

## Historia
Zespół narodził się na przełomie 2009/2010 roku w Opolu na gruzach dark ambientowego zespołu I.A. Serpentor. Podczas zimy 2010 roku zespół w murach Vatican Cellar Studio nagrał swój debiutancki krążek zatytułowany "Kval". Stanowiący 9 utworów materiał, będący mieszaniną neoclassical, dark ambientu i surowego, piwnicznego black metalu został wydany W Noc Walpurgii w 2010 roku przez Via Nocturna i dystrybuowany przez Witching Hour Productions. Rok później płyta ukazała się w Niemczech i Rosji nakładem Sturmglanz Black Metal Manufaktur.
W niecałe dwa lata po debiucie, Zørormr rozpoczął prace nad następcą "Kval", płytą, która została nazwana "IHS". Materiał ten pod każdym względem przewyższał pierwszy album zespołu. Automat perkusyjny ustąpił miejsca doświadczonemu muzykowi Łukaszowi "Icanrazowi" Sarnackiemu znanemu na scenie z udziału w takich zespołach jak Abused Majesty, Hermh czy Devilish Impressions. Nagrania perkusji miały miejsce w Studnia Studio w Białymstoku. Pozostałe instrumenty i partie wokali zostały nagrane w Opolu pod okiem Przemysława "Quazarre" Olbryta. Ponadto na płycie wystąpił szereg gości, wśród nich lider Christ Agony - Cezary "Cezar" Augustynowicz. Ostateczny kształt płycie nadał Wojtek "Flumen" Kostrzewa znany z występów w takich zespołach jak Asgaard czy Hermh. Na początku 2013 roku Zørormr podpisał kontrakt na wydanie "IHS" z uznaną na polskim rynku wytwórnią Seven Gates of Hell. Materiał ukazał się nakładem tejże 3 marca 2013 roku.
Trzecią płytę w dyskografii Zørormr  stanowi wydany w 2015 roku “Corpvs Hermeticvm” z udziałem m.in. Mikea Weada (King Diamond, Mercyful Fate) i Tomasza "Hala" Halickiego (Vader). Płytę wyprodukował znany ze współpracy z zespołem Behemoth Arkadiusz "Malta" Malczewski. W kolejnym roku ukazała się EP pt. "The Aftermath".
Po kilku latach przerwy światło dzienne ujrzał ostatni materiał zespołu pt. "The Monolith". 

## Muzycy
Obecny skład zespołu
- Moloch - gitary, bas, śpiew, instrumenty klawiszowe (od 2009)

Muzycy sesyjni
- Łukasz "Icanraz" Sarnacki – perkusja (2011, 2013)
- Przemysław "Quazarre" Olbryt – gitara (2011, 2013)

## Dyskografia
Albumy studyjne
- "The Monolith" (2023, Via Nocturna)
- "The Aftermath" (2016, Via Nocturna)
- "Corpvs Hermeticvm" (2015, Via Nocturna Records)
- "IHS" (2013, Seven Gates Of Hell)
- "Kval" (2010, Via Nocturna Records; 2011, Sturmglanz Black Metal Manufaktur)

Kompilacje
- Sturmglanz Sampler 1 (2012, Sturmglanz Black Metal Manufaktur)